# وادي الخروب
وادي الخروب (بالعبرية: נחל בית עריף) هو وادي يقع قرب قرية اللبن الغربي في منطقة السامرة وسط فلسطين. يمتد من وادي عربة الى وادي يهود ويقع على ارتفاع 300 متر فوق سطح البحر الابيض المتوسط. يمر وادي الخروب قرب قرية رنتيس ثم مطار اللد (مطار بن غوريون) ويصب في وادي يهود قرب مدينة يافا. الوادي هو وادي موسمي ينشط في فترة الشتاء عندما تهطل امطار غزيرة في المنطقة.

## التاريخ
عُثر على آثار قرية من العصر البرونزي في الجزء الغربي من وادي الخروب بالقرب من مستوطنة "شوهام". بالإضافة الى بقايا مقبرة من العصر النحاسي وصومعة حجرية تحتوي على كمية كبيرة من عظام الحيوانات والفخار من العصر النحاسي.
خلال الحرب العالمية الاولى، انشأ الجيش البريطاني خط سكة حديد ضيق على طول مجرى الوادي من محطة قرية جِنَس الى منطقة قرية اللُبَان، واُستخدم هذا الخط كخط امداد عسكري الى الجبهة.
لاحقًا أُنشأ سد في الجزء الشرقي من الوادي لتجميع المياه ولكنه هُدم مع مرور السنين وفي عام 2003م رُمم جسر في مكان السد ولم يبق له اي أثر.

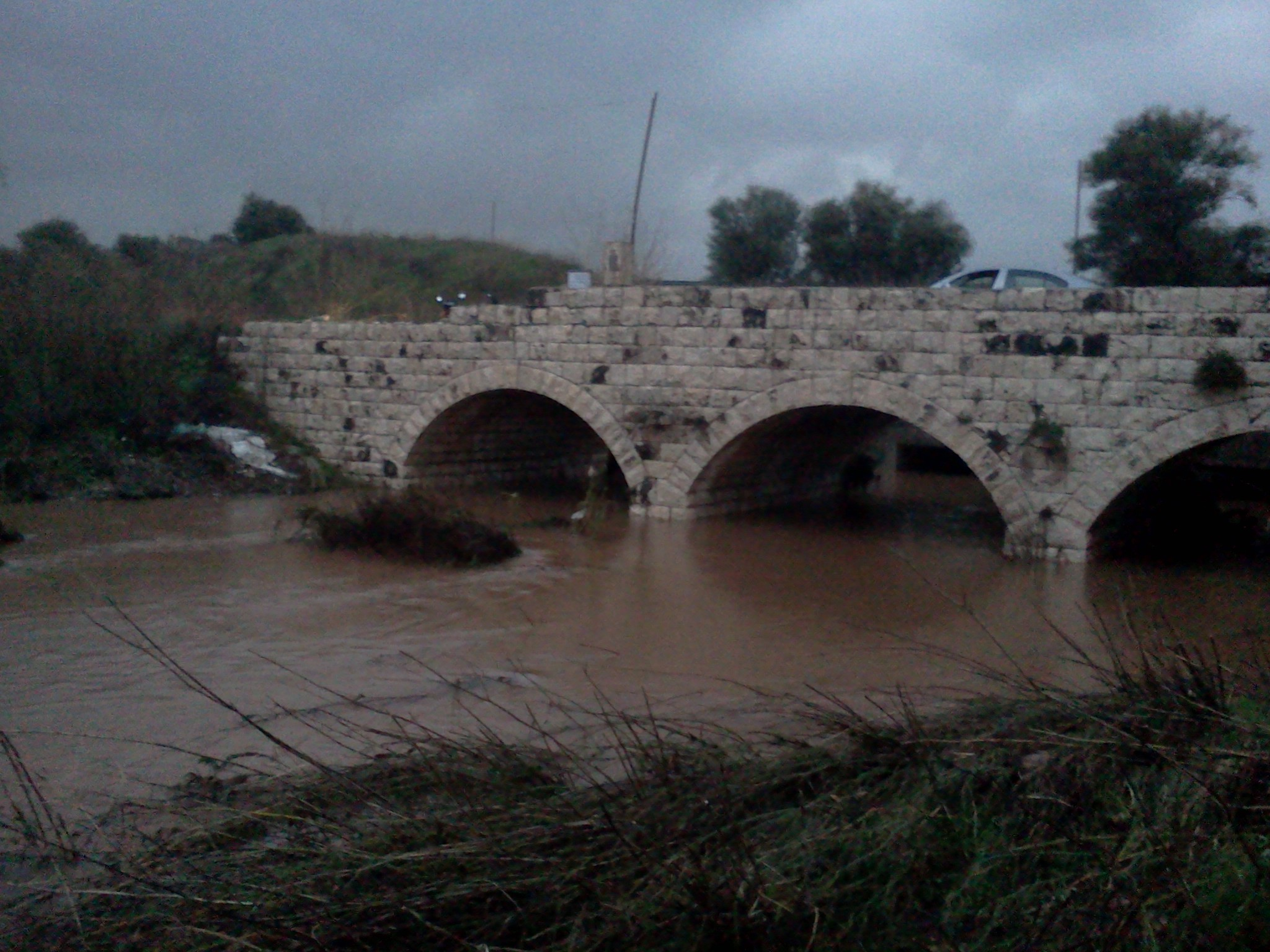